# 毛家
《毛家》（英語：Paws Land）是一部2024年香港紀錄片，由區焯文執導。電影長103分鐘，附有中英文字幕，於2024年10月27日在香港亞洲電影節首映。本片紀錄了香港非牟利動物保護組織「毛守救援」（Paws Guardian Rescue Shelter）於2019年至2023年間，拯救本地流浪動物的過程，揭示流浪動物所面對的殘酷現實。

## 簡介
對人類而言，家是一個溫暖的避風港；對流浪動物而言，卻是一個遙不可及的夢想。《毛家》透過四年的追蹤拍攝， 記錄超過四十隻流浪狗從被棄養、虐待，到獲得醫治、暫托及尋找領養家庭的歷程。 片中不乏動物因外觀、健康等問題無法成功覓得新家，最終只有四隻狗成功被領養，顯示出在資源有限與公眾意識薄弱的現實中，動物保護的艱難與無力。
本片採單元式結構，展示每宗救援背後的個別故事，既呈現動物與新家庭間的磨合，也不迴避殘酷現實，如醫治無效的悲劇、無人問津的動物終老於狗舍等。 影片以誠實筆觸記錄救援者在道德與情感間的掙扎，讓觀眾更理解動物保護工作的困難與心酸。

## 製作背景
導演區焯文曾以劇情片《說笑之人》為人熟知，亦在2018年拍攝與動物議題有關的作品《毛俠》。本片則是其首次以全紀錄片形式處理動物保護題材，並聚焦於第一線的救援工作。導演以貼身拍攝方式，跟隨「毛守救援」成員Kent與Jinny，記錄他們進行動物救援、醫治與安置的真實過程，包括前往古洞志記鎅木廠的緊急行動等。

## 外部連結
- 「毛守救援」官方網站 （页面存档备份，存于）